# Guy Clarkson
George Eliott „Guy” Clarkson (Kanada, Ontario, Toronto, 1891. január 1. – USA, New York, Buffalo, 1974. október 9.) kanadai–brit olimpiai bronzérmes jégkorongozó.

## Élete
Kanadában született. A University of Torontón tanult és végzett 1913-ban, majd Nagy-Británniába ment a University of Leedsre, hogy kémiát tanuljon. Szolgált az első világháborúban. Játékos-edző volt a brit csapatban és részt vett az 1924. évi téli olimpiai játékokon a jégkorongtornán. Ő három mérkőzésen játszott és nem szerzett gólt. Bronzérmesek lettek. Zsidó származása miatt 1938-ban Amerikába ment a nácik elől és Buffalóban céget alapított. Itt hunyt el 1974-ben.